# Mwami

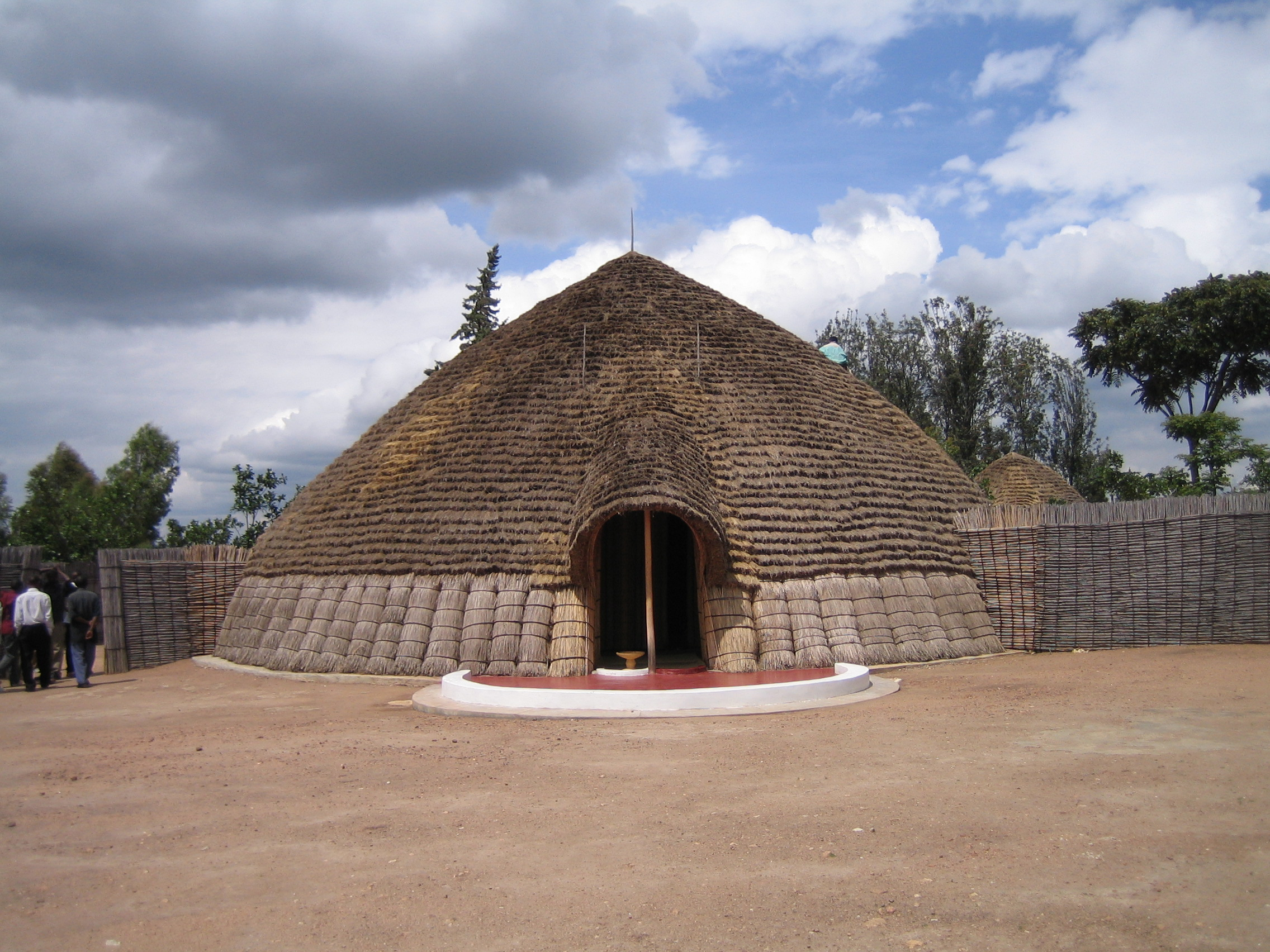

Mwami es el título más importante en las lenguas kirundi y kinyarwanda, el congolés nande y las lenguas bashi, así como varias otras lenguas bantúes, como el tonga (hablado en Zambia y Zimbabue). La palabra se suele traducir como rey.  Puede referirse a:
- el rey de Ruanda
- el rey de Burundi
- los jefes tradicionales de pequeños reinos en las provincias de Nord-Kivu, Sud-Kivu y Maniema, en la República Democrática del Congo
- los jefes tradicionales de los "Bantu Botatwe" (tres pueblos) de Zambia (los pueblos Ila, Lenje y Tonga)

Mwami es también una población en Zimbabue.
- Datos: Q931938